# Mantidactylus brevipalmatus
Mantidactylus brevipalmatus es una especie de anfibios de la familia Mantellidae.
Es endémica de Madagascar.
Su hábitat natural incluye montanos tropicales o subtropicales secos, praderas tropicales o subtropicales a gran altitud, ríos, pantanos, tierras de pastos y zonas previamente boscosas ahora muy degradadas.